# Оксигастра помаранчево-плямиста
Оксигастра помаранчево-плямиста (Oxygastra curtisii) — вид бабок з родини кордуліїд (Corduliidae).

## Поширення
Вид поширений на південному заході Європи (Португалія, Іспанія, Франція, Бельгія, Італія, південь Швейцарії (кантон Тічино)). Раніше траплявся, але вимер в Німеччині, Люксембурзі, Нідерландах та Великій Британії. Цей вид дуже рідкісний у Північній Африці, де у минулому траплявся в лише Марокко в трьох місцевостях, у двох з яких вимер.

## Чисельність
У Європі цей вид дуже рідкісний у Бельгії та Швейцарії та нечастий у більшій частині Італії, північно-східній та східній Франції, досить поширений або поширений у південно-західній половині та середземноморському районі Франції. Він розкиданий з досить низькою щільністю по всьому Піренейському півострові, але набагато більше присутній на заході та на півдні, проте ознак занепаду загальної немає. Цей вид добре розселився також у Каталонії. Він регіонально вимер у Сполученому Королівстві (востаннє зареєстрований у 1957 році), Нідерландах (1982) і нещодавно зник з кордону Німеччини та Люксембургу (2018). Зміна клімату, скорочення води (використання для домогосподарств і сільського господарства) та структурна зміна потоків можуть призвести до повільного локального вимирання в майбутньому, причому деякі популяції в частинах Піренейського півострова та Італії особливо піддаються ризику.

## Опис
Бабка середнього розміру, близько 53 мм завдовжки. У неї яскраво-зелені очі і бронзово-зелене тіло з жовтими плямами вздовж верхньої частини черевця. Останній сегмент живота (S10) має помітну жовту позначку на дорсальній поверхні.

## Охорона
Oxygastra curtisii охороняється в Європі і занесена до Додатку ІІ Бернської конвенції (охоронна категорія: вид підлягає особливій охороні), а також до Директиви Європейського Союзу 92/43/ЄС «Про збереження природних оселищ та видів природної фауни і флори» (Додаток IV. Види рослин і тварин, що становлять особливий інтерес для Європейського Союзу, які потребують суворих заходів охорони).